# André Bahia
André Luiz Bahia Santos Viana, mais conhecido como André Bahia (Rio de Janeiro, 24 de novembro de 1983), é um ex futebolista brasileiro que jogava como zagueiro, lateral-esquerdo ou volante.

## Carreira

### Flamengo
André Bahia foi revelado nas categorias de base do Flamengo e, em setembro de 2001, com apenas 18 anos de idade, foi lançado no time principal do clube. Um ano mais tarde, já era o titular da posição.

### Palmeiras
Em 2004, esteve emprestado ao Palmeiras, mas lá só treinou durante um mês e meio, não chegando a atuar pelo clube.

### Retorno ao Flamengo
Voltou para o Fla, por intermédio do ex-jogador Júlio César Uri Geller, que conversou com Júnior, na época diretor do clube. Bahia fez sua última partida pelo clube contra o Cruzeiro, no final de 2004.

### Feyenoord
Apesar do carinho que sempre demonstrou pelo clube, no retorno á Gávea, a situação de desgaste já era bastante clara, e no inicio de 2005 foi vendido para o Feyenoord, da Holanda. Fez uma sólida carreira no país europeu. 

### Samsunspor
Após sete anos na Holanda, em 4 de julho de 2011 assinou com o Samsunspor, da Turquia. 

### Botafogo
Retornou ao Brasil para defender Botafogo, estreando em março de 2013.

### Shonan Bellmare
No contrato de André Bahia com o Botafogo havia uma cláusula que se uma equipe nipônica fizesse uma proposta para André Bahia, ele poderia ser liberado, foi o que ocorreu, e com um contrato válido por dois anos, André Bahia acertou com o Shonan Bellmare, do Japão.

## Seleção brasileira

### Sub-20 e Sub-23
O jogador teve passagens também pelas seleções de base do Brasil, pelo Sub-20 e Sub-23.

## Estatísticas
Até 29 de novembro de 2015.

### Clubes
| Clube             | Temporada         | Campeonato nacional | Campeonato nacional | Campeonato nacional | Copa nacional[a] | Copa nacional[a] | Copa nacional[a] | Competições continentais[b] | Competições continentais[b] | Competições continentais[b] | Outros torneios[c] | Outros torneios[c] | Outros torneios[c] | Total | Total | Total   |
| Clube             | Temporada         | Jogos               | Gols                | Assist.             | Jogos            | Gols             | Assist.          | Jogos                       | Gols                        | Assist.                     | Jogos              | Gols               | Assist.            | Jogos | Gols  | Assist. |
| ----------------- | ----------------- | ------------------- | ------------------- | ------------------- | ---------------- | ---------------- | ---------------- | --------------------------- | --------------------------- | --------------------------- | ------------------ | ------------------ | ------------------ | ----- | ----- | ------- |
| Flamengo          | 2001              | 9                   | 1                   | 0                   | —                | —                | —                | 3                           | 0                           | 0                           | —                  | —                  | —                  | 12    | 1     | 0       |
| Flamengo          | 2002              | 21                  | 0                   | 0                   | —                | —                | —                | —                           | —                           | —                           | 8                  | 0                  | 0                  | 29    | 0     | 0       |
| Flamengo          | 2003              | 28                  | 1                   | 0                   | 10               | 0                | 0                | 2                           | 0                           | 0                           | 8                  | 0                  | 0                  | 48    | 1     | 0       |
| Flamengo          | Total             | 58                  | 2                   | 0                   | 10               | 0                | 0                | 5                           | 0                           | 0                           | 16                 | 0                  | 0                  | 89    | 2     | 0       |
| Palmeiras         | 2004              | —                   | —                   | —                   | —                | —                | —                | —                           | —                           | —                           | —                  | —                  | —                  | —     | —     | —       |
| Palmeiras         | Total             | 0                   | 0                   | 0                   | 0                | 0                | 0                | 0                           | 0                           | 0                           | 0                  | 0                  | 0                  | 0     | 0     | 0       |
| Flamengo          | 2004              | 26                  | 3                   | 0                   | 5                | 0                | 0                | 2                           | 0                           | 0                           | 1                  | 0                  | 0                  | 34    | 3     | 0       |
| Flamengo          | Total             | 26                  | 3                   | 0                   | 5                | 0                | 0                | 2                           | 0                           | 0                           | 1                  | 0                  | 0                  | 34    | 3     | 0       |
| Feyenoord         | 2004–05           | 5                   | 2                   | 0                   | —                | —                | —                | —                           | —                           | —                           | —                  | —                  | —                  | 5     | 2     | 0       |
| Feyenoord         | 2005–06           | 34                  | 3                   | 0                   | —                | —                | —                | 3                           | 0                           | 0                           | —                  | —                  | —                  | 37    | 3     | 0       |
| Feyenoord         | 2006–07           | 29                  | 2                   | 1                   | —                | —                | —                | 5                           | 0                           | 0                           | —                  | —                  | —                  | 34    | 2     | 1       |
| Feyenoord         | 2007–08           | 29                  | 3                   | 0                   | 5                | 0                | 0                | 0                           | 0                           | 0                           | —                  | —                  | —                  | 34    | 3     | 0       |
| Feyenoord         | 2008–09           | 30                  | 2                   | 3                   | 3                | 0                | 0                | 8                           | 0                           | 0                           | 1                  | 0                  | 0                  | 42    | 2     | 3       |
| Feyenoord         | 2009–10           | 32                  | 3                   | 1                   | 6                | 1                | 0                | 0                           | 0                           | 0                           | —                  | —                  | —                  | 38    | 4     | 1       |
| Feyenoord         | 2010–11           | 20                  | 2                   | 0                   | 1                | 0                | 0                | 0                           | 0                           | 0                           | —                  | —                  | —                  | 21    | 2     | 0       |
| Feyenoord         | Total             | 179                 | 17                  | 5                   | 15               | 1                | 0                | 16                          | 0                           | 0                           | 1                  | 0                  | 0                  | 211   | 19    | 5       |
| Samsunspor        | 2011–12           | 29                  | 0                   | 0                   | 2                | 0                | 0                | —                           | —                           | —                           | —                  | —                  | —                  | 31    | 0     | 0       |
| Samsunspor        | Total             | 29                  | 0                   | 0                   | 2                | 0                | 0                | 0                           | 0                           | 0                           | 0                  | 0                  | 0                  | 31    | 0     | 0       |
| Botafogo          | 2013              | 11                  | 0                   | 0                   | 1                | 0                | 0                | —                           | —                           | —                           | 7                  | 0                  | 0                  | 19    | 0     | 0       |
| Botafogo          | 2014              | 25                  | 1                   | 0                   | 3                | 1                | 0                | 1                           | 0                           | 0                           | 8                  | 1                  | 0                  | 37    | 3     | 0       |
| Botafogo          | Total             | 36                  | 1                   | 0                   | 4                | 1                | 0                | 1                           | 0                           | 0                           | 15                 | 1                  | 0                  | 56    | 3     | 0       |
| Shonan Bellmare   | 2015              | 30                  | 0                   | 0                   | 1                | 0                | 0                | —                           | —                           | —                           | —                  | —                  | —                  | 31    | 0     | 0       |
| Shonan Bellmare   | Total             | 30                  | 0                   | 0                   | 1                | 0                | 0                | 0                           | 0                           | 0                           | 0                  | 0                  | 0                  | 31    | 0     | 0       |
| Total na carreira | Total na carreira | 358                 | 23                  | 5                   | 37               | 3                | 0                | 24                          | 0                           | 0                           | 33                 | 1                  | 0                  | 452   | 27    | 5       |

- a. ^ Jogos da Copa do Brasil e Copa dos Países Baixos
- b. ^ Jogos da Copa Mercosul, Copa Sul-Americana, Liga Europa da UEFA, Liga dos Campeões da UEFA e Copa Libertadores
- c. ^ Jogos do Campeonato Carioca, Taça Desafio 50 Anos Petrobras, Partida amistosa e Supercopa da Holanda

## Títulos
Flamengo
- Campeonato Carioca: 2001 e 2004
- Taça Guanabara: 2001 e 2004
- Copa dos Campeões: 2001
- Taça Desafio 50 anos da Petrobras: 2003

Feyenoord
- Copa dos Países Baixos: 2008

Botafogo
- Campeonato Carioca: 2013
- Taça Guanabara: 2013
- Taça Rio: 2013

Seleção Brasileira Sub-20
- Torneio da Malásia: 2003

Shonan Bellmare
- Copa da Liga Japonesa: 2018